# Jan Kruk
Jan Kruk (ur. 27 czerwca 1945) – polski piłkarz, grający na pozycji napastnika i pomocnika.

## Kariera
Był wychowankiem Lotu Konopiska. W 1962 roku drużyna Lotu z nim w składzie wygrała turniej o puchar Zarządu Głównego ZMW w Częstochowie. Zajął I miejsce w turnieju o mistrzostwo RG LZS. W latach 1962–1966 był zawodnikiem Zagłębia Sosnowiec, dla którego wystąpił w 17 meczach ligowych i strzelił 1 gola.
W latach 1963 i 1965 drużyna Zagłębia zajęła III miejsce w I lidze, a w 1964 r. zdobyła wicemistrzostwo Polski. W 1963 r. zdobyła także Puchar Polski. W barwach Zagłębia zagrał również w jednym spotkaniu Pucharu Intertoto w sezonie 1965/1966. Następnie grał w Rakowie Częstochowa, z którym w sezonie 1966/1967 awansował do finału Pucharu Polski. 5 dni po finałowym meczu, 14 lipca 1967 r., bez zgody klubu przeniósł się do pierwszoligowej Odry Opole. W zespole Rakowa wystąpił łącznie 54 razy. Zakończył karierę w Gwardii Koszalin i w Gryfie Słupsk. Dwukrotnie reprezentował barwy Polski w kadrze orlików.

## Sukcesy

### Klubowe

#### Zagłębie Sosnowiec
- III miejsce mistrzostw Polskiː 1962/1963, 1964/1965
- Wicemistrzostwo Polskiː 1963/1964

#### Raków Częstochowa
- Finał Pucharu Polskiː 1966/1967